# Chen Wangdao
Chen Wangdao (陈望道), né le 18 janvier 1891 et mort 29 octobre 1977 à Shanghai, est un intellectuel chinois qui fut la première personne en Chine à traduire le Manifeste du Parti communiste. Il est président de l'université Fudan de 1949 à 1977.

## Biographie
Chen est né avec le nom de famille de Mingrong (明融) en 1891. Wangdao n'était que son nom de courtoisie, qu'il utilisera toute sa vie.
Il est admis à l'Université Waseda en 1915, puis continue ses études à l'Université Chūō. Il y obtient sa licence de droit. Il entre en contact avec les idées communistes au Japon.